# Viết thư quốc tế UPU
Viết thư Quốc tế UPU hay Viết thư Quốc tế dành cho giới trẻ (Tiếng Anh: International Letter-Writing Competition for Young People; Tiếng Pháp: Concours International De Compositions Épistolaires Pour Les Jeunes) là cuộc thi sáng tác các tác phẩm văn học dưới hình thức lá thư do Liên minh Bưu chính Quốc tế (gọi tắt là UPU) phối hợp với Tổ chức Giáo dục, Khoa học và Văn hóa Liên Hợp Quốc (gọi tắt là UNESCO) và một số tổ chức chuyên môn khác của Liên Hợp Quốc (tùy theo chủ đề hằng năm) tổ chức thường niên dành cho Thiếu niên trên toàn Thế giới từ 1971 đến nay.
Đương kim Quán quân UPU Quốc tế là Esra Sümeyye Öz, đại diện đến từ Thổ Nhĩ Kỳ - giành Huy chương Vàng năm 2022.

## Lịch sử ra đời của cuộc thi

### Lịch sử ra đời
Tại Đại hội Liên minh Bưu chính Thế giới lần thứ XVI được tổ chức tại Tokyo Nhật Bản năm 1969, với sự tham gia của 133 Quốc gia, đã đưa ra ý kiến chính thức số hiệu C67/1969 (formal opinion C67) về việc tổ chức Cuộc thi viết thư dành cho thiếu nhi này. Sau 3 năm lên kế hoạch, xây dựng ý tưởng tổ chức; Hội đồng Điều hành của UPU kỳ họp năm 1971 đã xem xét và ra Quyết định số CE 7/1971 về việc tổ chức Cuộc thi viết thư Quốc tế UPU. Đồng thời Hội đồng Điều hành thông qua những nguyên tắc tổ chức triển khai cuộc thi và giao cho Văn phòng Quốc tế có các biện pháp thích hợp để triển khai thực hiện Nghị quyết này.
Mỗi năm, Trụ sở chính của UPU tại Bern - Thụy Sĩ sẽ ra một đề tài (trong khuôn khổ hoạt động của Liên Hợp Quốc), các nước thành viên tiếp nhận đề tài của cuộc thi sau đó triển khai rộng rãi bằng các phương tiện thông tin đại chúng trong đất nước của mình, chấm và chọn ra bài xuất sắc nhất để gửi dự thi Quốc tế. Vượt qua khuôn khổ của một cuộc thi viết văn, sáng tác các tác phẩm văn học thông thường, Viết thư Quốc tế UPU đã trở thành hoạt động mang tính xã hội cao, thu hút đông đảo tuổi trẻ học đường vào hoạt động lành mạnh, thiết thực và là hình thức giáo dục công dân rất hiệu quả đối với thiếu nhi. Thông qua các chủ đề được lựa chọn, đông đảo học sinh trên toàn thế giới đã được tham gia bàn luận, đề xuất ý tưởng về những vấn đề nóng, đang được xã hội quan tâm. Viết thư Quốc tế UPU đã được rất nhiều tổ chức giáo dục trên toàn thế giới đánh giá là một trong số ít những cuộc thi về lĩnh vực Văn học, dành cho giới trẻ, có truyền thống lâu đời, mang sức hấp dẫn và thuyết phục mạnh mẽ cùng tính giáo dục lớn nhất thế giới. Việt Nam là thành viên của UPU có số lượng người tham gia cuộc thi lớn nhất.
Các giải thưởng Quốc tế hằng năm đều được chọn lọc rất kỹ càng bởi Ban giám khảo cấp Quốc tế. Một điểm đáng chú ý nữa, để đoạt được cơ hội dự thi Quốc tế, học sinh phải vượt qua hàng trăm nghìn, thậm chí là hàng triệu bài dự thi khác ở cuộc thi cấp Quốc gia của nước mình. Những năm gần đây, việc chọn lọc bài thi dự thi Quốc tế đã được một số nước thực hiện kỹ càng hơn như Trung Quốc, Barbados, Tây Ban Nha, Liên Bang Nga, Liban, Brazil, Ukraina, Cộng hòa Séc, Việt Nam,... Tất cả các bài thi chất lượng nhất đến từ rất nhiều nước trên thế giới sẽ được chấm chọn một cách công bằng và khách quan nhất bởi đội ngũ Ban giám khảo Quốc tế (là những người có chuyên môn liên quan, uy tín cao từ các tổ chức khắp thế giới) để chọn ra một số rất ít bài đoạt giải.
Mục đích của cuộc thi góp phần phát triển khả năng viết văn và sự phong phú trong tư duy sáng tạo của các em thiếu nhi, tạo điều kiện thắt chặt tình hữu nghị giữa các dân tộc trong thế hệ trẻ và giúp các em hiểu thêm về vai trò của ngành Bưu chính trong cuộc sống và phát triển xã hội.
Cuộc thi thu hút 1,2 triệu người trong độ tuổi từ 9 đến 15 tham gia mỗi năm.

## Giám khảo Quốc tế
Mỗi năm, tùy vào chủ đề khác nhau, Ban tổ chức sẽ điều động các Giám khảo tham chấm khác nhau.

## Quá trình chấm thi, công bố kết quả và trao giải Quốc tế

### Chấm thi, công bố kết quả
Theo truyền thống, căn cứ vào quyết định đã ban hành của Hội đồng Điều hành Quốc tế, cuộc thi sẽ nhận từ 60 đến 100 bức thư xuất sắc nhất, mỗi Quốc gia sẽ chỉ được quyền cử một đại diện tương đương với một tác phẩm dự thi. Thời gian nhận các tác phẩm muộn nhất là 30/4 hằng năm. Bắt đầu từ tháng 5, công tác chấm thi sẽ được tiến hành.
Đầu tiên, Văn phòng Quốc tế sẽ đề cử và lập danh sách các Giám khảo dự định, sau đó gửi thông báo kèm giấy mời đến các nước liên quan (nơi các giám khảo đang làm việc) để tập trung điều động họ trong thời gian sớm nhất; một điểm lưu ý là các Giám khảo mà UPU chọn không bao giờ nằm trong thành phần Giám khảo cuộc thi của các Quốc gia, họ là những chuyên gia có uy tín ở các Tổ chức Quốc tế tại Pháp, Thụy Sĩ, Vương Quốc Bỉ, Vương Quốc Anh...
Ngay sau khi tập trung được đầy đủ thành viên trong Hội đồng Giám khảo Quốc tế, các bài thi sẽ bắt đầu được tiến hành khảo thí không công khai. Văn phòng Quốc tế sẽ chỉ chuyển cho các Giám khảo bản dịch mà các Quốc gia đã cung cấp (trong trường hợp ngôn ngữ được sử dụng trong bài thi không phải là tiếng Anh, Pháp, Nga, Hoa, Ả-rập, Tây Ban Nha) hoặc bản đánh máy lại (trường hợp bài thi đã được trình bày bằng một trong các ngôn ngữ chính thức kể trên), đồng thời lược bỏ toàn bộ họ tên thí sinh, tên Quốc gia tham gia dự thi để bài thi được chấm chọn một cách công minh nhất.
Các Giám khảo được Ban tổ chức Quốc tế điều động sẽ chấm thi độc lập. Trong thời gian chấm thi, tất cả thành viên Hội đồng Khảo thí phải ký cam kết với Ban tổ chức: không tiết lộ bất kỳ thông tin gì liên quan đến bài thi (điểm số, nhận xét, đánh giá,...) với những cá nhân không liên quan, kể cả các giám khảo còn lại, nhằm bảo đảm tính độc lập, bí mật của quá trình chấm thi. Đội ngũ chịu trách nhiệm vận chuyển túi bảo mật bài thi đến nơi làm việc của Hội đồng Giám khảo cũng như thu nhận lại bài thi/ kết quả chấm thi đều là những cá nhân được huấn luyện bài bản, rút ra từ Bộ phận Bảo an của Ban tổ chức. Trong thời gian Hội đồng Giám khảo thực hiện nhiệm vụ của mình, Bộ phận Bảo an sẽ liên tục điều động nhân lực để bảo đảm an toàn cho cả Giám khảo và bài thi; các thiết bị bảo mật như: máy ghi hình, thiết bị ghi âm, chống khủng bố cũng hoạt động 24/24, tránh các tình huống không mong muốn có thể xảy ra.
Ngay sau khi nhận được kết quả chấm từ Hội đồng Giám khảo, Ban tổ chức Quốc tế sẽ triệu tập một cuộc họp kín mang tính thảo luận, cân nhắc và xem xét về tổng thể của các bài thi (điểm số đã chấm, cách trình bày,...) và đưa đến quyết định cuối cùng về bài thi của các ứng cử viên. Khi cuộc họp mật này kết thúc cũng sẽ là thời điểm kết quả chính thức được Bộ phận Bảo an chuyển đến Văn phòng Quốc tế. Ban tổ chức sẽ đăng tải Danh sách học sinh đoạt giải Quốc tế trên trang web của UPU, đồng thời gửi điện báo về các Quốc gia có học sinh đoạt giải. Đặc biệt, giải Nhất sẽ được đích thân Tổng Giám đốc Liên minh Bưu chính Quốc tế gửi thông báo kèm thư chúc mừng đến đơn vị thường trực cấp Quốc gia. Danh sách toàn bộ tác giả đoạt giải cũng sẽ xuất hiện trong công văn của UPU, gửi đến tất cả 191 Quốc gia thành viên. Ngay sau khi công bố kết quả, Thư ký của Ban tổ chức Quốc tế cũng sẽ nhanh chóng gửi điện báo đến đơn vị thường trực ở Quốc gia có học sinh đoạt giải Nhất, yêu cầu hoàn tất mọi thủ tục cần thiết cho chuyến đi nhận giải tại Trụ sở Liên minh Bưu chính Thế giới (hoặc một địa điểm khác tương đương.)

### Trao giải Quốc tế
Trước đây, Giải Nhất quốc tế (bao gồm bằng chứng nhận, huy chương vàng, hoa và quà tặng lưu niệm) sẽ được trao tại trụ sở Liên minh Bưu chính Thế giới (Bern - Thụy Sĩ) bởi lãnh đạo Liên Hợp Quốc; UPU và UNESCO (chuyến đi sang Thụy Sĩ cũng là một trong các giải thưởng của Ban tổ chức Quốc tế); các giải còn lại (bao gồm giải Nhì, Ba và giải Khuyến khích) sẽ được ban Tổ chức Quốc tế gửi qua đường bưu điện về Cơ quan thường trực của các Quốc gia có học sinh đoạt giải Quốc tế với thư ủy quyền trao tặng của Tổng Giám đốc UPU.
Tuy nhiên, bắt đầu từ năm 2018, cuộc thi lần thứ 47, Ban Tổ chức Quốc tế sẽ trao giải Nhất, Nhì, Ba Quốc tế tại trụ sở Liên Minh Bưu chính Thế giới. Giải Nhất vẫn sẽ được trao trực tiếp cho thí sinh; riêng giải Nhì và Ba sẽ được Ban tổ chức trao cho Đại sứ nước có học sinh đoạt giải tại Thụy Sĩ. Đại sứ Quán nước đó sẽ chủ động chuyển Bằng chứng nhận và Huy chương về cho học sinh nước mình.
Quốc gia có học sinh đoạt giải Nhất Quốc tế có thể tổ chức buổi lễ trao giải cấp nhà nước của họ trước khi học sinh đoạt giải cùng phái đoàn sang Thụy Sĩ nhận giải chính thức. Các Quốc gia có học sinh đoạt giải Nhì, Ba và Khuyến khích thường sẽ tự bố trí hình thức trao giải thưởng phù hợp cho học sinh nước mình.

## Giải thưởng Quốc tế

### Huy chương (Nhất, Nhì, Ba)

Huy chương Đồng của cuộc thi Viết thư Quốc tế UPU. Phiên bản năm 1999.

Giải Nhất, Nhì, Ba Quốc tế sẽ nhận được 1 Huy chương Vàng, Bạc, Đồng (tương ứng) của Ban tổ chức cuộc thi. Mặt trước của Huy chương khắc logo của Liên minh Bưu chính Quốc tế, mặt sau của Huy chương sẽ được chuyên gia khắc tên của người chiến thắng đã giành được giải thưởng, năm chiến thắng và tên Quốc gia chiến thắng (bằng tiếng Anh/ tiếng Pháp). Mỗi năm, theo kế hoạch, huy chương chỉ có 3 chiếc (1 huy chương vàng trao tặng giải Nhất, 1 huy chương bạc dành cho giải Nhì và 1 huy chương đồng trao tặng giải Ba), tuy nhiên, trong một số trường hợp ngoại lệ (một số bài thi được xếp cùng một giải thưởng do chất lượng quá đồng đều; hay không có bài thi nào đáp ứng được yêu cầu của giải thưởng) thì số huy chương được đặt khuôn sẽ nhiều hơn (hoặc ít hơn) 3 chiếc. Đặc biệt, Huy chương Vàng được chế tác bằng vàng ròng nguyên khối, chạm khắc rất tinh xảo. Chính vì vậy mà nó được xem là một trong những chiếc huy chương quý hiếm và danh giá nhất hành tinh.

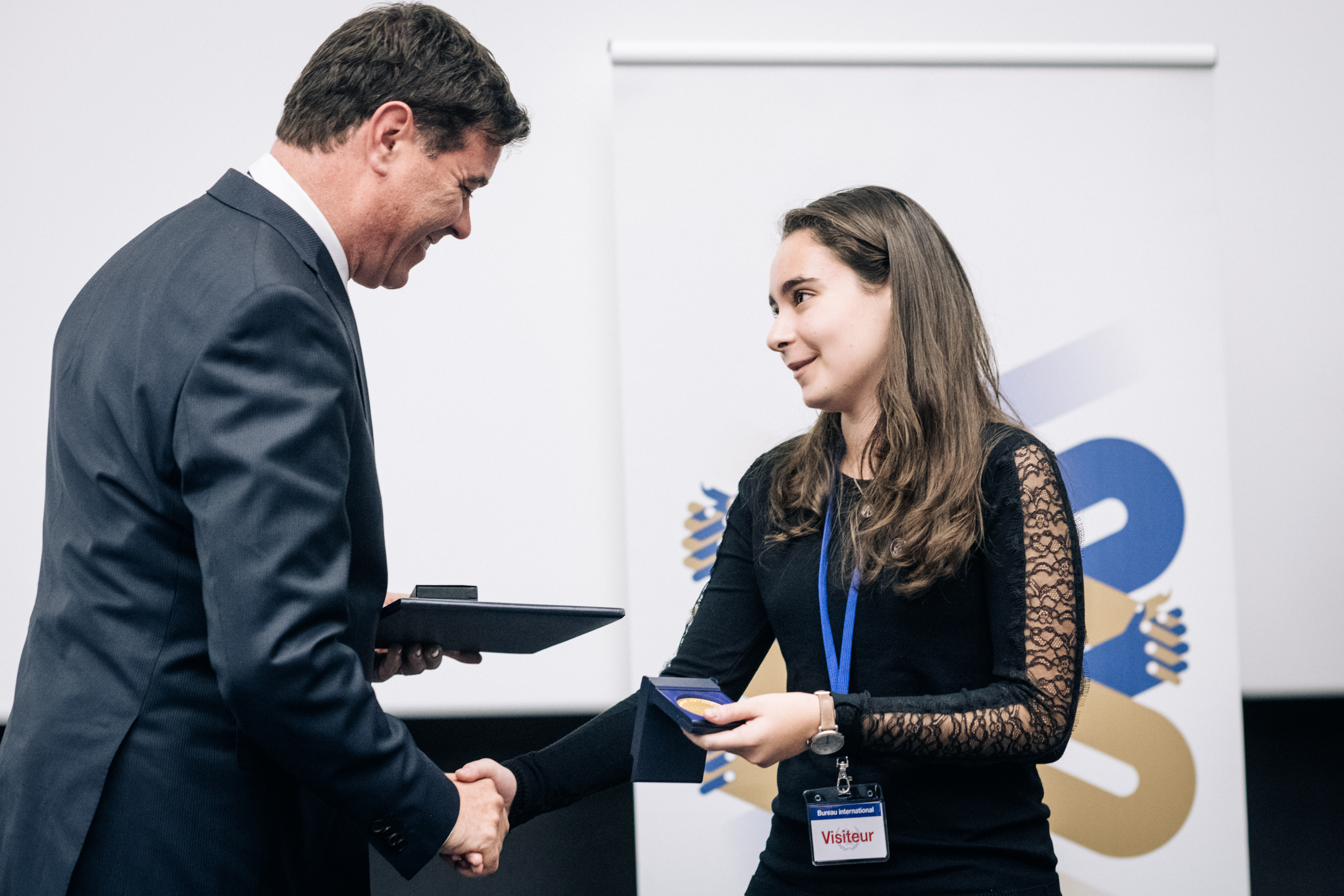
Phó Tổng Giám đốc Liên minh Bưu chính Thế giới trao Huy Chương Vàng cho Quán quân Chara Phoka, Cộng hòa Síp, giải Nhất Quốc tế UPU 47-2018

### Bằng chứng nhận (Nhất, Nhì, Ba, Khuyến khích)
Bằng chứng nhận (Diploma) sẽ được cấp cho tất cả các thí sinh đoạt giải chính thức của cuộc thi (bao gồm cả giải Nhất, Nhì, Ba và giải Khuyến khích). Văn bằng này sẽ được tính như là một thành tích Quốc tế về Giáo dục mà thí sinh có thể sử dụng trong nhiều trường hợp cần thiết (như lập hồ sơ xin học bổng Quốc tế, cộng điểm khi xét chuyển cấp, hưởng các chính sách ưu tiên, khuyến khích trong nước cũng như ở mọi địa điểm chấp nhận văn bằng trên thế giới, v...v...). Bằng chứng nhận sẽ được đích thân Tổng Thư ký Liên minh Bưu chính Quốc tế (Trưởng Ban tổ chức) ký xác nhận.

### Các phần thưởng khác
Giống đa số các cuộc thi Quốc tế khác về lĩnh vực Giáo dục (như Olympic Quốc tế Toán, Vật Lý, Hoá học,...), Viết thư Quốc tế UPU sẽ không có phần thưởng tiền mặt cho các thí sinh đoạt giải mà giải thưởng này sẽ do các Quốc gia tự quyết định. Tuy nhiên, thí sinh đoạt giải sẽ nhận được nhiều phần thưởng có giá trị tinh thần mang tính chất kỷ niệm như: Poster, Tem, Logo,... Riêng Bộ tem là phần thưởng có giá trị lớn nhất, có dấu xác nhận của Universal Postal Union và không bày bán trên thị trường, có thể liệt vào danh sách "Tem cực hiếm".

## Danh sách giải thưởng Quốc tế
Sau đây là danh sách các học sinh đoạt huy chương Vàng, Bạc, Đồng của cuộc thi.
| Danh hiệu (Giải thưởng)             | Họ và tên học sinh                    | Quốc gia                                  | Năm     |
| ----------------------------------- | ------------------------------------- | ----------------------------------------- | ------- |
| Giải Nhất Quốc tế (Huy chương Vàng) |                                       |                                           |         |
| Đương kim Quán quân                 | Esra Sümeyye Öz                       | Thổ Nhĩ Kỳ                                | 2022    |
|                                     | Nubaysha Islam                        | Bangladesh                                | 2021    |
|                                     | Volga Valchkevich                     | Belarus                                   | 2020    |
|                                     | Richemelle Francilia Somissou Koukoui | Bénin                                     | 2019    |
|                                     | Chara Phoka                           | Síp                                       | 2018    |
|                                     | Giordano Palacios                     | Togo                                      | 2017    |
|                                     | Lê Nguyễn Tùng Lâm                    | Việt Nam                                  | 2016    |
|                                     | Sara Jadid                            | Liban                                     | 2015    |
|                                     | Natasa Milosevic                      | Bosna và Hercegovina                      | 2014    |
|                                     | Daniel Korc¸k                         | Cộng hòa Séc                              | 2013    |
|                                     | Marios Chatzidimou                    | Hy Lạp                                    | 2012    |
|                                     | Charlée Gittens                       | Barbados                                  | 2011(1) |
|                                     | Wang Sa                               | Trung Quốc                                | 2011(2) |
|                                     | Hồ Thị Hiếu Hiền                      | Việt Nam                                  | 2010    |
|                                     | Dominika Koflerová                    | Cộng hòa Séc                              | 2009    |
|                                     | Moïse Luther Hoza                     | Cộng hòa Trung Phi                        | 2008    |
|                                     | Sze Ee Lee                            | Malaysia                                  | 2007    |
|                                     | Laura de Paula Silva                  | Brazil                                    | 2006    |
|                                     | Lysbeth Daumont Robles                | Cuba                                      | 2005    |
|                                     | Anuar Yasin                           | Ethiopia                                  | 2004    |
|                                     | Victoria Danilovich                   | Belarus                                   | 2003    |
|                                     | Candice Balletta                      | Nam Phi                                   | 2002(1) |
|                                     | Sofia Fernández                       | Venezuela                                 | 2002(2) |
|                                     | María Mar Criado Jiménez              | Tây Ban Nha                               | 2001    |
|                                     | Kristina Wöllner                      | Đức                                       | 2000(1) |
|                                     | Manuel Bermejo Poza                   | Tây Ban Nha                               |         |
|                                     | Xinyi Chen                            | Trung Quốc                                | 1999    |
|                                     | Shira Timilsina                       | Nepal                                     | 1998    |
|                                     | Jyoti Jude Menon                      | Zambia                                    | 1997    |
|                                     | Mariana A. Baldacchino                | Malta                                     | 1996    |
|                                     | Irina Kislova                         | Kazakhstan                                | 1995    |
|                                     | Wang Xujun                            | Trung Quốc                                | 1994    |
|                                     | Tania Garcia De La Cruz               | Mexico                                    | 1993    |
|                                     | Mervette Ali Ahmed Jawarna            | Jordan                                    | 1992    |
|                                     | Amir Mechria                          | Tunisia                                   | 1991    |
|                                     | Rasha Saleh Al-Atum                   | Jordan                                    | 1990    |
|                                     | Caroline Naddeo                       | Pháp                                      | 1989    |
|                                     | Andréa Guimarães de Oliveira          | Brazil                                    | 1988    |
|                                     | Deirdre Clancy                        | Cộng hòa Ireland                          | 1987    |
|                                     | Richard Nash                          | Cộng hòa Ireland                          | 1986    |
|                                     | Rose-Mary Davidson                    | Canada                                    | 1985    |
|                                     | Sharmini Abbasi                       | Bangladesh                                | 1984    |
|                                     | Wang Zhongqun                         | Trung Quốc                                | 1983    |
|                                     | Faisal Muneeb                         | Pakistan                                  | 1982    |
|                                     | Zhao Shuang                           | Trung Quốc                                | 1981    |
|                                     | Hani Ahmad Abdel Aziz                 | Kuwait                                    | 1980    |
|                                     | Liliana Concha                        | Chile                                     | 1979    |
|                                     | Mi-kyong Ryu                          | Hàn Quốc                                  | 1978    |
|                                     | Nivine Ahmed Khairi Mahdi             | Ai Cập                                    | 1977    |
|                                     | Bertha Rodriguez Sánchez              | México                                    | 1976    |
|                                     | Azeb Gebre Christos                   | Ethiopia                                  | 1975    |
|                                     | Sandra Theuma                         | Malta                                     | 1974    |
|                                     | Dagourou Bogro Auguste                | Bờ Biển Ngà                               | 1973    |
|                                     | Sergio Roberto Fuchs da Silva         | Brazil                                    | 1972    |
| Giải Nhì Quốc tế - Huy chương Bạc   |                                       |                                           |         |
| Đương kim Á quân 1                  | Nisal Nasser Salem Al Rawahiyah       | Oman                                      | 2022    |
|                                     | Bruno Ivanovski                       | Bắc Macedonia                             | 2021    |
|                                     | Jana Popovska                         | Bắc Macedonia                             | 2020    |
|                                     | Alana Sacarello                       | Gibraltar, Vương Quốc Anh                 | 2019    |
|                                     | José Duarte                           | Bồ Đào Nha                                | 2018    |
|                                     | Shaquilla Rahmadina                   | Indonesia                                 | 2017    |
|                                     | Ivana Iliyan Yaneva                   | Bulgaria                                  | 2016    |
|                                     | Mariam Campos Acin                    | Tây Ban Nha                               | 2015    |
|                                     | Zou Canyan                            | Trung Quốc                                | 2014    |
|                                     | Nazifa Farhat Hye                     | Bangladesh                                | 2013    |
|                                     | Valentine Chimba                      | Kenya                                     | 2012    |
|                                     | Jonathan Andrew                       | Grenada                                   | 2011    |
|                                     | Svetlana Zinevitch                    | Belarus                                   | 2010    |
|                                     | Nguyễn Đắc Xuân Thảo                  | Việt Nam                                  | 2009    |
|                                     | Romane Shikhlin                       | Belarus                                   | 2008    |
|                                     | Wara Sofia Facio Flores               | Bolivia                                   | 2007(1) |
|                                     | Margaret Ayieko Grace                 | Kenya                                     | 2007(2) |
|                                     | Ginette Viviane Ouefa                 | Cộng hòa nhân dân Benin                   | 2006    |
|                                     | Cathrine Dufour                       | Đan Mạch                                  | 2005    |
|                                     | Aiesta Shahi                          | Nepal                                     | 2004    |
|                                     | Suhaila Alloo                         | Cộng hòa thống nhất Tanzania              | 2003    |
|                                     | Kadri Umbleja                         | Cộng hòa Estonia                          | 2002    |
|                                     | Lizi Chen                             | Trung Quốc                                | 2001    |
|                                     | Tina Sannah Brewah                    | Sierra Leone                              | 2000    |
|                                     | Maria G. Kyratzi                      | Cộng hòa Síp                              | 1999    |
|                                     | María Sol Sánchez Rabanal             | México                                    | 1998    |
|                                     | Jacomine Kielblock                    | Cộng hòa Nam Phi                          | 1997    |
|                                     | Hercules Diederick Botha              | Cộng hòa Nam Phi                          | 1996    |
|                                     | Mary Gabriela Pando Méndez            | Bolivia                                   | 1995    |
|                                     | Manurita Kaur Kalsi                   | Kenya                                     | 1994    |
|                                     | Joan Manuel Sandoval Zambrano         | Chile                                     | 1993    |
|                                     | Malaika Cheney-Coker                  | Sierra Leone                              | 1992    |
|                                     | XU Jiapin                             | Trung Quốc                                | 1991    |
|                                     | Binyam Birhanu                        | Ethiopia                                  | 1990    |
|                                     | Kevin Schut                           | Canada                                    | 1989    |
|                                     | Sadia Salahuddin                      | Pakistan                                  | 1988    |
|                                     | Faten Taha Hussein Talouni            | Kuwait                                    | 1987    |
|                                     | Dominique-François Sie                | Pháp                                      | 1986    |
|                                     | Chi Zhihong                           | Trung Quốc                                | 1985    |
|                                     | Amel Abdelhalim Hafni                 | Bahrain                                   | 1984    |
|                                     | Mohamed Shaheen                       | Maldives                                  | 1983    |
|                                     | Lee Shin-gu                           | Hàn Quốc                                  | 1982    |
|                                     | Nour Abdallah Saïd El Kouwari         | Qatar                                     | 1981    |
|                                     | Maria Cláudia da Fonseca              | Brazil                                    | 1980    |
|                                     | Judita Bečvářová                      | Tiệp Khắc                                 | 1979    |
|                                     | Zulmira Margarete Martins Machado     | Brazil                                    | 1978    |
|                                     | Rakotozafy Michèle span               | Madagascar                                | 1977    |
|                                     | II Chul Park                          | Hàn Quốc                                  | 1976    |
|                                     | Eung Joon Lee                         | Triều Tiên                                | 1975    |
|                                     | Maria Glück                           | Cộng hòa Nhân dân Hungary                 | 1974    |
|                                     | Lee Chang-sun                         | Triều Tiên                                | 1973    |
|                                     | R. Abdullah Fadel                     | Cộng hòa Dân chủ Nhân dân Yemen           | 1972    |
| Giải Ba Quốc tế - Huy chương Đồng   |                                       |                                           |         |
| Đương kim Á quân 2                  | Bryaneliza Latchman                   | Guyana                                    | 2022    |
|                                     | Đào Anh Thư                           | Việt Nam                                  | 2021    |
|                                     | Phan Hoàng Phương Nhi                 | Việt Nam                                  | 2020    |
|                                     | Leyla Dadashova                       | Azerbaijan                                | 2019    |
|                                     | Nguyễn Thị Bạch Dương                 | Việt Nam                                  | 2018    |
|                                     | Ammel Catacora Zeballos               | Peru                                      | 2017    |
|                                     | Daša Bahor                            | Slovenia                                  | 2016    |
|                                     | Silva Brito Leonardo                  | Brazil                                    | 2015    |
|                                     | Ashley Nicole Abalos                  | Philippines                               | 2014    |
|                                     | Gabija Petrauskaité                   | Litva                                     | 2013    |
|                                     | Alyona Kuchanskaya                    | Ukraine                                   | 2012(1) |
|                                     | Chelsea Gabriella Ellise Mangarro     | Trinidad và Tobago                        | 2012(2) |
|                                     | Charlene Tlagae                       | Botswana                                  | 2011    |
|                                     | Crystal Hippolyte                     | Barbados                                  | 2010    |
|                                     | Alina Beiner                          | Belarus                                   | 2009(1) |
|                                     | Dejan Kovac                           | Montenegro                                | 2009(2) |
|                                     | Mónica Albino                         | Bồ Đào Nha                                | 2008    |
|                                     | Mariana Köster                        | Cộng hòa Xã hội chủ nghĩa Xô viết Estonia | 2007    |
|                                     | Rebecca Keeley                        | Cộng hòa Zambia                           | 2006    |
|                                     | Katarina Janković                     | Cộng hòa Serbia                           | 2005    |
|                                     | Phạm Quế Oanh                         | Việt Nam                                  | 2004    |
|                                     | Christina Menexi                      | Hy Lạp                                    | 2003    |
|                                     | Fairoozah Basaward                    | Kenya                                     | 2002    |
|                                     | Sayani Sur Roy                        | Ấn Độ                                     | 2001    |
|                                     | M. Bénédicte Anago                    | Cộng hòa Nhân dân Benin                   | 2000    |
|                                     | Tô Hồng Vân                           | Việt Nam                                  | 1999    |
|                                     | Ana Teresa Marques Dias B.Neto        | Bồ Đào Nha                                | 1998    |
|                                     | Luthèce Bonou                         | Cộng hòa Nhân dân Benin                   | 1997    |
|                                     | Sarah Hayden                          | Cộng hòa Ireland                          | 1996    |
|                                     | Yasser Mohammed Abdel-Rahman Al-Dhiab | Qatar                                     | 1995    |
|                                     | Cheong Pui Kit                        | Trung Quốc                                | 1994    |
|                                     | Trần Thị Thanh Thủy                   | Việt Nam                                  | 1993    |
|                                     | Ana Emilia Dos Monteiro               | Brazil                                    | 1992    |
|                                     | Haydie Palacios Andrade               | Ecuador                                   | 1991    |
|                                     | Lylian Raquel Seiferheld Capurro      | Paraguay                                  | 1990    |
|                                     | Sermin Baysari                        | Thổ Nhĩ Kỳ                                | 1989    |
|                                     | Treasa Lavin                          | Cộng hòa Ireland                          | 1988    |
|                                     | Qi Xiangqun                           | Trung Quốc                                | 1987    |
|                                     | Suphinda Phansingto                   | Thái Lan                                  | 1986    |
|                                     | Farhana Haider Tirmizi                | Pakistan                                  | 1985    |
|                                     | Sairah Alexander                      | Nigeria                                   | 1984    |
|                                     | Yusuf Baydal                          | Thổ Nhĩ Kỳ                                | 1983    |
|                                     | Mohamed Amine Mokhtari                | Algeria                                   | 1982    |
|                                     | Susana Bottaro                        | Cộng hòa Uruguay                          | 1981    |
|                                     | Vaneeta Tandon                        | Ấn Độ                                     | 1980    |
|                                     | Choon-woo Kim                         | Hàn Quốc                                  | 1979    |
|                                     | Catherine Jane Newcombe               | Vương quốc Liên hiệp Anh và Bắc Ireland   | 1978    |
|                                     | Sheonaid McPhail                      | Vương quốc Liên hiệp Anh và Bắc Ireland   | 1977    |
|                                     | Verozian Mang’eli                     | Kenya                                     | 1976    |
|                                     | Gina Pace                             | Malta                                     | 1975    |
|                                     | Fikre Gebre Kristos                   | Ethiopia                                  | 1974    |
|                                     | Dibabe Werdofa                        | Ethiopia                                  | 1973    |
|                                     | Tadashi Onda                          | Nhật Bản                                  | 1972    |

## Các trích đoạn tiêu biểu của một số tác phẩm đoạt Huy chương Vàng

### Giải Nhất Quốc tế năm 2010:
"...Chao ơi, bao nhiêu con người là bấy nhiêu số phận. Tất cả những yêu thương, đau xót, bạc bẽo, dại khờ cùng những hiểu biết cặn kẽ về cách thức phòng tránh AIDS sẽ được cháu chuyển tải vào phim một cách nhẹ nhàng mà sâu sắc. Cháu hi vọng, với sức ám ảnh đặc biệt, những bộ phim này sẽ vào trong đốt lửa lòng người, xoa dịu nỗi đau, xóa đi mặc cảm và thức tỉnh lương tri của những người còn thờ ơ trước căn bệnh này..."
(Hồ Thị Hiếu Hiền, Việt Nam- giải Nhất Quốc tế (HCV) cuộc thi Viết thư Quốc tế UPU lần thứ 39-2010)

### Giải Nhất Quốc tế năm 2015:
"...Thế giới của tôi thật khác lạ. Thế giới ấy không hề có hận thù, chiến tranh và chủ nghĩa bè phái. Lá cờ của hoàn hảo tung bay trên khắp thế giới của tôi và đoàn kết dưới bầu trời là mặt trăng của thân thiện và mặt trời của tự do. Mỗi lần nhắm mắt lại, tôi mơ về một thế giới nơi có chim bồ câu bay lượn và ánh đèn bừng sáng từ làng mạng ven sườn núi mỗi khi màn đêm buông xuống.
Thế giới của tôi là một giấc mơ, giấc mơ ấy đưa tôi đi du ngoạn trên mọi nẻo đường, trên những con thuyền nơi cảng biển và chu du cùng ánh nắng mặt trời, đắm mình cùng ánh nắng phía chân trời và chạm vào cầu vồng, giấc mơ lại đưa tôi ngao du cùng mặt trăng trên đường trở về từ những xứ sở nơi người dân tưng bừng chào đón lễ hội bằng pháo hoa tỏa hình sao lấp lánh. Đó là một thế giới mà chúng ta tìm thấy nền văn minh, chợ cổ và những ngôi nhà có cửa sổ rực rỡ sắc hoa hồng.
Trong thế giới của tôi, tiếng chuông thánh đường Hồi giáo và chuông nhà thời cùng gióng lên khúc hát ru, và một ngôi sao duyên dáng tỏa sáng rực rỡ giữa muôn vì sao nhỏ nhảy múa xung quanh mỗi khi đêm về. Đó là một thế giới luôn giang rộng cánh tay của mình cho tất cả mọi người, không hề phân biệt màu da...."
(Sara Jadid, Lebanon- giải Nhất Quốc tế (HCV) cuộc thi Viết thư Quốc tế UPU lần thứ 44-2015)

### Giải Nhất Quốc tế năm 2016:
"...Và từ nơi đây, từ trong đau đớn tột cùng của một đứa trẻ đã chết từ trong yên bình, nhẹ nhõm nơi thiên đàng, tôi viết thư cho anh – là tôi, 45 tuổi còn sống nơi trần thế. Anh sẽ hỏi sao không phải một độ tuổi nào khác? Anh bạn, tôi chọn anh – tuổi 45 – là bởi khi ấy ta đã định vị được bản thân trong cuộc đời. Khi tôi 45 tuổi, còn sống – là anh – ta sẽ thế nào nhỉ? Một ông bố? Một công chức bình dân? Hay một nhân vật có khả năng thay đổi thế giới? Anh biết đấy, Steve Jobs của Apple cũng là một người di cư. Và ta sẽ sống ở đâu? Trở về quê hương Syria hay ở miền đất hứa trời Âu? Thế giới khi ấy sẽ ra sao/ Có như thiên đàng tôi đang sống? Tuổi 45 ngỡ sẽ đến như một lẽ tự nhiên ư? Không! Có những tuổi 45 mãi mãi chỉ là ước mơ không thành hiện thực. Ai sẽ cho tôi và những đứa trẻ như tôi tuổi 45? Ai sẽ cho chúng tôi cuộc đời? Làm sao để tất cả mọi người đều có tuổi 45, tuổi 55 và hơn thế nữa? Câu hỏi ấy ai sẽ trả lời cho tôi, thưa anh!"
(Nguyễn Thị Thu Trang, Việt Nam- giải Nhất Quốc tế (HCV) cuộc thi Viết thư Quốc tế UPU lần thứ 45-2016)

## Giám khảo Việt Nam
| Họ và tên            | Nghề nghiệp, danh hiệu                                  | Vai trò              |
| -------------------- | ------------------------------------------------------- | -------------------- |
| Trần Đăng Khoa       | Nhà thơ                                                 | Trưởng ban giám khảo |
| Đỗ Thị Thanh Bình    | Phó Tổng Biên tập Báo Thiếu niên Tiền phong và Nhi đồng | Phó ban giám khảo    |
| Phạm Thành Long      | Nhà văn, nhà báo                                        | Uỷ viên              |
| Trần Hữu Việt        | Nhà thơ, nhà báo                                        | Uỷ viên              |
| Phong Điệp           | Nhà văn, nhà báo                                        | Uỷ viên              |
| Vũ Quang Vinh        | Nhà biên kịch                                           | Uỷ viên              |
| Nguyễn Đức Quang     | Nhà thơ, nhà báo                                        | Uỷ viên              |
| Phan Thị Thanh Nhàn  | Nhà thơ                                                 | Uỷ viên              |
| Lê Phương Liên       | Nhà văn                                                 | Uỷ viên              |
| Nguyễn Thụy Anh      | Nhà thơ, tiến sĩ giáo dục                               | Uỷ viên              |
| Võ Thị Xuân Hà       | Nhà văn                                                 | Uỷ viên              |
| Nguyễn Xuân Thủy     | Nhà văn, nhà báo                                        | Uỷ viên              |
| Trần Thị Kim Dung    | Tiến sĩ Văn học                                         | Uỷ viên              |
| Nguyễn Thị Bích Ngọc | Nhà thơ                                                 | Uỷ viên              |
| Lưu Hà               | Nhà báo                                                 | Uỷ viên              |

## Các quốc gia

### Việt Nam
Cuộc thi được nhà nước Việt Nam chính thức công nhận là cuộc thi hợp pháp và được Bộ Thông tin và Truyền thông, Bộ Giáo dục và Đào tạo, Trung ương Đoàn Thanh niên Cộng sản Hồ Chí Minh, Vietnam Post và Báo Thiếu niên Tiền phong và Nhi Đồng phối hợp tổ chức thường niên từ năm 1987 (có 2 năm bị gián đoạn) đến nay. Cuộc thi diễn ra khoảng 5 tháng (từ giữa tháng 10 năm trước và kết thúc vào giữa tháng 2 năm sau) thu hút đông đảo học sinh cả nước tham gia. Ban tổ chức quốc gia sẽ thành lập ra 2 đội ngũ giám khảo là Thường trực ban giám khảo (Ban sơ khảo) và Ban giám khảo chính thức (Ban chung khảo) để tiến hành chấm bài.
Cơ cấu giải thưởng của Việt Nam gồm 1 giải Nhất, 3 giải Nhì, 5 giải Ba và 30 giải Khuyến khích cùng với các giải phụ khác. Các giải thưởng của cuộc thi sẽ được Bộ Giáo dục và Đào tạo công nhận như là giải thưởng của kì thi học sinh giỏi môn Ngữ Văn. Tại vòng Chung khảo, sau khi tìm ra 4 bức thư có điểm số cao nhất, Ban Chung khảo sẽ mở một cuộc họp, dưới sự chủ trì của Trưởng ban Giám khảo (thường là Phó chủ tịch Hội Nhà văn Việt Nam: nhà thơ Trần Đăng Khoa); các ủy viên sẽ trao đổi, thảo luận kỹ sau đó tiến hành bỏ phiếu kín để chọn 1 giải Nhất. Bài thi chiếm được 60% (hoặc hơn) số phiếu bầu từ Ban chung khảo Quốc gia sẽ được chọn trao giải Nhất và được các chuyên gia của Ban tổ chức dịch sang đồng thời cả tiếng Anh và tiếng Pháp, đại diện cho Việt Nam dự thi Quốc tế tại Tổng hành dinh của Liên minh Bưu chính Thế giới (Bern, Thụy Sĩ).
Đương kim Quán quân UPU Việt Nam là em Đỗ Quang Minh (Thành Phố Đà Nẵng) - UPU 53.

#### Sự kiện lớn:
Ngày 9 tháng 10 năm 2017, tại Cung Quy hoạch, Hội chợ và Triển lãm tỉnh Quảng Ninh; Bộ Thông tin và Truyền thông, Bộ Giáo dục và Đào tạo, Trung ương Đoàn Thanh niên Cộng sản Hồ Chí Minh, báo Thiếu niên Tiền phong và Tổng Công ty Bưu điện Việt Nam đã phối hợp tổ chức Lễ Kỷ niệm tròn 30 Việt Nam tham gia cuộc thi Viết thư Quốc tế UPU (1987-2017); Trao giải Khuyến khích Quốc tế cuộc thi Viết thư Quốc tế lần thứ 46 và Phát động cuộc thi Viết thư Quốc tế lần thứ 47-2018. Tham dự buổi Lễ, có Nguyên Phó chủ tịch nước Trương Mỹ Hoa; Nguyên Bộ trưởng Bộ Thông tin và Truyền thông Đỗ Trung Tá, các thành viên Ban Tổ chức, Ban Giám khảo Quốc gia; các Cựu Quán quân UPU Việt Nam (Các thí sinh đã từng đoạt giải Nhất Quốc gia) qua 30 năm cuộc thi được tổ chức tại Việt Nam.
| Năm  | Cuộc thi lần thứ | Họ và tên thí sinh      | Trường (thời điểm đoạt giải)                      | Tỉnh/TP                     | Thành tích Quốc tế | Ghi chú                                     |
| ---- | ---------------- | ----------------------- | ------------------------------------------------- | --------------------------- | ------------------ | ------------------------------------------- |
| 2024 | 53               | Đỗ Quang Minh           | THCS-THPT Nguyễn Khuyến, quận Cẩm Lệ, TP. Đà Nẵng | Đà Nẵng                     |                    |                                             |
| 2023 | 52               | Đào Khương Duy          | THCS Huỳnh Tấn Phát, Bình Đại                     | Bến Tre                     |                    |                                             |
| 2022 | 51               | Nguyễn Bình Nguyên      | THCS Nguyễn Tri Phương, Ba Đình                   | Hà Nội                      | Giải Khuyến khích  |                                             |
| 2021 | 50               | Đào Anh Thư             | THCS Nguyễn Huy Tưởng, Đông Anh                   | Hà Nội                      | Giải Ba (HCĐ)      |                                             |
| 2020 | 49               | Phan Hoàng Phương Nhi   | THCS Duy Tân, TP. Huế                             | Thừa Thiên Huế              | Giải Ba (HCĐ)      |                                             |
| 2019 | 48               | Nguyễn Thị Mai          | THPT Nam Sách, huyện Nam Sách                     | Hải Dương                   | Không đoạt giải    |                                             |
| 2018 | 47               | Nguyễn Thị Bạch Dương   | THCS Nguyễn Trãi, huyện Nam Sách                  | Hải Dương                   | Giải Ba (HCĐ)      |                                             |
| 2017 | 46               | Nguyễn Đỗ Huyền Vi      | THCS Tây Sơn, Quận Hải Châu                       | Đà Nẵng                     | Giải Khuyến khích  |                                             |
| 2016 | 45               | Nguyễn Thị Thu Trang    | THCS Nguyễn Trãi, huyện Nam Sách                  | Hải Dương                   | Giải Nhất (HCV)    |                                             |
| 2015 | 44               | Trương Hải Nam          | THCS Lê Hữu Lập, huyện Hậu Lộc                    | Thanh Hóa                   | Giải Khuyến khích  |                                             |
| 2014 | 43               | Phạm Phương Thảo        | THCS Chu Văn An, Quận Ngô Quyền                   | Hải Phòng                   | Giải Khuyến khích  |                                             |
| 2013 | 42               | Đào Thụy Thùy Dương     | THCS Tây Sơn, Quận Hải Châu                       | Đà Nẵng                     | Giải Khuyến khích  |                                             |
| 2012 | 41               | Nguyễn Đăng Quý Minh    | THPT Nhân Chính, Quận Thanh Xuân                  | Hà Nội                      | Không đoạt giải    |                                             |
| 2011 | 40               | Huỳnh Minh Hiếu         | THCS Hoa Lư, Quận 9                               | TP. Hồ Chí Minh             | Không đoạt giải    |                                             |
| 2010 | 39               | Hồ Thị Hiếu Hiền        | THCS Tây Sơn, Quận Hải Châu                       | Đà Nẵng                     | Giải Nhất (HCV)    | Giải Nhất (HCV) đầu tiên                    |
| 2009 | 38               | Nguyễn Đắc Xuân Thảo    | THCS Nguyễn Khuyến, Quận Hải Châu                 | Đà Nẵng                     | Giải Nhì (HCB)     | Giải Nhì (HCB) đầu tiên                     |
| 2008 | 37               | Hồ Thị Quế Chi          | THPT Chuyên Bắc Ninh, TP. Bắc Ninh                | Bắc Ninh                    | Giải Khuyến khích  |                                             |
| 2007 | 36               | Hồ Bảo Duy              | THCS Lê Văn Tám, Quận Bình Thạnh                  | TP. Hồ Chí Minh             | Không đoạt giải    |                                             |
| 2006 | 35               | Mai Thị Lan Anh         | THCS Ngô Đồng, huyện Giao Thủy                    | Nam Định                    | Không đoạt giải    |                                             |
| 2005 | 34               | Phan Hoàng Phương Thanh | THCS Quang Trung, huyện Điện Bàn                  | Quảng Nam                   | Không đoạt giải    |                                             |
| 2004 | 33               | Phạm Quế Oanh           | THCS Lê Quý Đôn, TP. Lào Cai                      | Lào Cai                     | Giải Ba (HCĐ)      |                                             |
| 2003 | 32               | Võ Thị Thu Thảo         | THPT Chuyên Lê Quý Đôn, Quận Sơn Trà              | Đà Nẵng                     | Không đoạt giải    |                                             |
| 2002 | 31               | Phạm Lan Phương         | THCS Bàng La, TX. Đồ Sơn                          | Hải Phòng                   | Không đoạt giải    |                                             |
| 2001 | 30               | Trương Quế Chi          | THPT Chuyên Ngoại ngữ, ĐH Ngoại ngữ, ĐHQG Hà Nội  | Hà Nội                      | Không đoạt giải    |                                             |
| 2000 | 29               | Trần Thị Minh Thư       | THCS Trần Hưng Đạo, huyện Kiến Thụy               | Hải Phòng                   | Không đoạt giải    |                                             |
| 1999 | 28               | Tô Hồng Vân             | THCS Ngô Sỹ Liên, Quận Tân Bình                   | TP. Hồ Chí Minh             | Giải Ba (HCĐ)      |                                             |
| 1998 | 27               | Trần Thị Phượng Quỳnh   | THCS Nguyễn Khuyến, Quận Hải Châu                 | Đà Nẵng                     | Giải Khuyến khích  |                                             |
| 1997 | 26               | Phan Vũ Hoàng Anh       | THPT Chuyên Lê Quý Đôn, TP. Nha Trang             | Khánh Hòa                   | Không đoạt giải    |                                             |
| 1996 | 25               | Nguyễn Thu Thủy Tiên    | Trường THCS Thực hành Sư phạm, ĐHSP Đà Nẵng       | Đà Nẵng                     | Không đoạt giải    |                                             |
| 1995 | 24               | Trương Thị Bích Tâm     | THCS Phan Chu Trinh, TP. Buôn Ma Thuột            | Đăk Lăk                     | Không đoạt giải    |                                             |
| 1994 | 23               | Nguyễn Võ Hoàng Anh     | THCS Nguyễn Du, TP. Huế                           | Thừa Thiên Huế              | Không đoạt giải    |                                             |
| 1993 | 22               | Trần Thị Thanh Thủy     | THCS Thống Nhất, TP. Huế                          | Thừa Thiên Huế              | Giải Ba (HCĐ)      | Giải Ba (HCĐ) đầu tiên                      |
| 1992 | 21               | Hoàng Hương Thủy        | THCS Tam Khương, Quận Đống Đa                     | Hà Nội                      | Giải Khuyến khích  | Giải Quốc tế đầu tiên                       |
| 1991 | 20               |                         |                                                   |                             |                    | Việt Nam không tham gia                     |
| 1990 | 19               |                         |                                                   |                             |                    | Việt Nam không tham gia                     |
| 1989 | 18               |                         |                                                   |                             |                    | Việt Nam không tham gia                     |
| 1988 | 17               | Lê Thị Hoàng Quyên      | THCS Kim Đồng, Thành phố Tây Ninh                 | Tây Ninh                    | Không đoạt giải    |                                             |
|      | 17               | Nguyễn Việt Hùng        | THCS Thanh Tuyền, huyện Bến Cát                   | Bình Dương (Sông Bé cũ)     | Không dự thi       | Việt Nam không chọn được giải Nhất Quốc gia |
|      | 17               | Nguyễn Lê Phương        | THCS Trung Tâm, huyện Trấn Yên                    | Yên Bái (Hoàng Liên Sơn cũ) | Không dự thi       | Việt Nam không chọn được giải Nhất Quốc gia |
|      | 17               | Chu Xuân Giao           | Xóm 1, xã An Ninh, huyện Tiền Hải                 | Thái Bình                   | Không dự thi       | Việt Nam không chọn được giải Nhất Quốc gia |
| 1987 | 16               | Lương Thanh Bình        | Tiểu học Trưng Trắc, Quận Hai Bà Trưng            | Hà Nội                      | Không đoạt giải    |                                             |

Số lần chiến thắng
| Tỉnh/Thành            | Số lần | Năm                                      |
| --------------------- | ------ | ---------------------------------------- |
| Đà Nẵng               | 7      | 1996, 1998, 2003, 2009, 2010, 2013, 2017 |
| Hà Nội                | 6      | 1987, 1992, 2001, 2012, 2021, 2022       |
| Hải Dương             | 3      | 2016, 2018, 2019                         |
| Hải Phòng             | 3      | 2000, 2002, 2014                         |
| Thành phố Hồ Chí Minh | 3      | 1999, 2007, 2011                         |
| Khánh Hòa             | 2      | 1993, 1997                               |
| Thừa Thiên Huế        | 2      | 1994, 2020                               |
| Bắc Ninh              | 1      | 2008                                     |
| Bình Dương            | 1      |                                          |
| Bến Tre               | 1      | 2023                                     |
| Đắk Lắk               | 1      | 1995                                     |
| Lào Cai               | 1      | 2004                                     |
| Nam Định              | 1      | 2006                                     |
| Quảng Nam             | 1      | 2005                                     |
| Tây Ninh              | 1      | 1988                                     |
| Thái Bình             | 1      |                                          |
| Thanh Hóa             | 1      | 2015                                     |
| Yên Bái               | 1      |                                          |

#### Một số thay đổi của cuộc thi (Việt Nam)
- Từ năm 1997, xét thấy tầm quan trọng của cuộc thi này, Bộ Giáo dục và Đào tạo đã quyết định công nhận học sinh đoạt giải chính thức cấp Quốc gia của cuộc thi UPU là Học sinh giỏi Quốc gia môn Ngữ văn (tương ứng với giải). Tuy nhiên, 20 năm sau, năm 2017, do xét thấy không công bằng với học sinh tham gia kỳ thi chọn Học sinh giỏi Quốc gia (do Bộ Giáo dục và Đào tạo chủ trì và là nguồn gốc của danh hiệu này), Thứ trưởng Bộ Giáo dục và Đào tạo (Nguyễn Thị Nghĩa) đã có cuộc họp với đại diện lãnh đạo Bộ Thông tin và Truyền thông, chính thức dừng việc công nhận học sinh đoạt giải Quốc gia UPU là HSG Quốc gia môn Ngữ văn. Như vậy, kể từ năm 2018 trở đi, học sinh đoạt giải UPU không còn được hưởng các chính sách ưu tiên của HSG Quốc gia môn Ngữ văn. Các thí sinh đoạt giải chính thức cấp Quốc gia từ năm 2016 trở về trước (Nhất, Nhì, Ba, Khuyến khích) vẫn được công nhận là Học sinh giỏi Quốc gia môn Ngữ văn tương ứng bởi Bộ Giáo dục và Đào tạo.
- Ban đầu, Bộ Giáo dục và Đào tạo chỉ quyết định tặng bằng khen của Bộ trưởng Bộ Giáo dục và Đào tạo cho học sinh Việt Nam đi thi và đoạt giải Nhất, Nhì, Ba Quốc tế tương ứng với Huy chương Vàng, Bạc và Đồng. Mãi đến năm 2013, bắt đầu từ cuộc thi lần thứ 42, Bộ xem xét lại và đã quyết định trao tặng bằng khen cho cả học sinh đoạt giải Khuyến khích Quốc tế. bởi số lượng giải thưởng Quốc tế là rất ít (1 Nhất, 1 Nhì, 1 Ba và tối đa không quá 5 giải Khuyến khích Quốc tế mỗi năm trên toàn thế giới).
- Từ năm 1999, theo đề nghị của Ban Biên tập Báo Thiếu niên Tiền phong, Ban Bí thư Trung ương Đoàn TNCS Hồ Chí Minh đã quyết định trao tặng Huy hiệu Tuổi trẻ sáng tạo - phần thưởng cao quý của Trung ương Đoàn TNCS Hồ Chí Minh cho các em đoạt giải Nhất, Nhì Quốc gia Cuộc thi Viết thư Quốc tế UPU. Phần thưởng này vẫn đang tiếp tục được trao tính đến nay (2022).

## Chủ đề các mùa thi (1987-2025)
- “Thư cho em bé không nhà ở, trong đó em hãy bày tỏ ý nghĩ của mình về bổn phận và trách nhiệm của cả loài người trong việc cải thiện điều kiện cho những người không có nơi ăn chốn ở.” - UPU lần thứ 16 (1987)
- “Hành trình của một lá thư” - UPU lần thứ 17 (1988)
- “Bạn hãy nói cho tôi nghe bằng cách nào chúng ta có thể bảo vệ được thiên nhiên và tô điểm cho Trái đất này bằng cỏ hoa và cây xanh”  - UPU lần thứ 18 (1989)
- “Các bạn trẻ, chúng ta cần phải làm gì để đấu tranh chống nạn đói trên thế giới” - UPU lần thứ 19 (1990)
- “Tại sao hôm nay tôi viết thư cho mẹ?” - UPU lần thứ 20 (1991)
- “Bức thư của một thủy thủ trên tàu Christophe Colombia khi tìm ra châu Mỹ gửi cho một em bé ở thế kỷ XX” - UPU lần thứ 21 (1992)
- “Bạn ơi, bạn hãy bảo tôi, bằng cách nào những người trẻ tuổi chúng ta có thể giúp đỡ các trẻ em ở một nước đang có chiến tranh” - UPU lần thứ 22 (1993)
- “Ngay cả những bức thư nhỏ cũng đi xa” -  UPU lần thứ 23 (1994)
- “Thư cho một người bạn để hiểu về đất nước mình” - UPU lần thứ 24 (1995)
- “Niềm thích thú khi viết một bức thư” - UPU lần thứ 25 (1996)
- “Thư gửi một người mà tôi ngưỡng mộ nhất – UPU lần thứ 26 (1997)
- “Tôi viết thư cho một người bạn (trai hoặc gái) để nói cho bạn ấy rõ quan niệm của tôi về những quyền của con người” – UPU lần thứ 27 (1998)
- “Tôi viết thư cho một người bạn (trai hoặc gái) để nói rõ Bưu chính đối với tôi có ý nghĩa như thế nào trong cuộc sống hàng ngày” – UPU lần thứ 28 (1999)
- “Tôi viết bức thư này để nói lời cảm ơn” – UPU lần thứ 29 (2000)
- “Tôi viết bức thư này cho bạn để nói về tình bạn và những sự khác biệt của chúng ta” – UPU lần thứ 30 (2001)
- “Lá thư gửi cho người mà em thấy thiếu vắng” – UPU lần thứ 31 (2002)
- “Tôi viết lá thư này cho bạn để trao đổi làm thế nào chúng ta có thể xây dựng một tương lai tốt đẹp hơn” – UPU lần thứ 32 (2003)
- “Tôi viết thư trao đổi với bạn: Thiếu nhi chúng mình có thể làm gì để góp phần xóa đói giảm nghèo – UPU lần thứ 33 (2004)
- “Thư gửi nhân vật cổ tích mà em yêu thích” – UPU lần thứ 34 (2005)
- “Tôi viết thư cho bạn: Các dịch vụ bưu chính đã giúp tôi nối liền thế giới như thế nào?” – UPU lần thứ 35 (2006)
- “Hãy tưởng tượng bạn là một động vật hoang dã, nơi sinh sống của bạn đang bị đe dọa bởi những biến đổi của thời tiết và môi trường. Bạn hãy viết một bức thư gửi con người trên Trái đất, bày tỏ với họ xem con người có thể làm gì nhẵm giúp bạn sống sót” – UPU lần thứ 36 (2007)
- “Hãy viết thư cho một người nào đó để nói tại sao thế giới cần sự khoan dung”  - UPU lần thứ 37 (2008)
- “Hãy viết thư cho một người nào đó để nói vì sao điều kiện lao động thuận lợi có thể mang lại một cuộc sống tốt đẹp hơn” – UPU lần thứ 38 (2009)
- “Hãy viết thư cho một người nào đó để nói vì sao sự hiểu biết về HIV/AIDS và tự bảo vệ mình trước căn bệnh này là rất quan trọng” - UPU lần thứ 39 (2010)
- "Hãy tưởng tượng mình là một cây đang sống trong một khu rừng. Em hãy viết thư cho 1 người nào đó để giải thích vì sao việc bảo vệ rừng là rất quan trọng” - UPU lần thứ 40 (2011)
- “Hãy viết thư cho một vận động viên hoặc một nhân vật thể thao mà em ngưỡng mộ để nói Thế vận hội Olympic Games có ý nghĩa gì đối với mình”  - UPU lần thứ 41 (2012)
- “Em hãy viết một bức thư để nói tại sao nước là quý” - UPU lần thứ 42 (2013)
- “Hãy viết một bức thư diễn tả âm nhạc có thể lay động đời sống như thế nào” - UPU lần thứ 43 (2014)
- “Hãy viết một bức thư nói về thế giới bạn muốn được lớn lên trong đó” - UPU lần thứ 44 (2015)
- "Hãy viết một bức thư cho chính mình năm 45 tuổi" - UPU lần thứ 45 (2016)
-"Hãy tưởng tượng bạn là cố vấn cho Tổng Thư ký mới của Liên hợp quốc; vấn đề toàn cầu nào bạn sẽ giúp ông ấy xử lý trước tiên và giải quyết vấn đề đó như thế nào?" - UPU lần thứ 46 (2017)
-"Hãy tưởng tượng bạn là một bức thư du hành vượt thời gian. Bạn muốn truyền tải thông điệp gì đến độc giả của mình?" - UPU lần thứ 47 (2018)
-"Hãy viết một bức thư về người hùng của bạn" - UPU lần thứ 48 (2019)
-''Em hãy viết thông điệp gửi một người lớn về thế giới chúng ta đang sống'' - UPU 49 (2020)
-"Em hãy viết thư cho một người thân trong gia đình để chia sẻ trải nghiệm của mình về đại dịch COVID-19" - UPU lần thứ 50 (2021)
-"Em hãy viết thư gửi một người có tầm ảnh hưởng để trình bày lý do và cách thức họ cần hành động trước khủng hoảng khí hậu" - UPU lần thứ 51 (2022)
- "Tưởng tượng em là một siêu anh hùng mang sứ mệnh làm cho mọi con đường trên thế giới an toàn hơn với trẻ em. Hãy viết một bức thư cho ai đó để nói về sức mạnh siêu phàm giúp em hoàn thành sứ mệnh của mình" - UPU lần thứ 52 (2023)
- "Trong hành trình 150 năm qua, UPU đã phục vụ hơn tám thế hệ người dân toàn cầu. Từ đó đến nay, thế giới đã có nhiều thay đổi. Hãy viết thư gửi các thế hệ tương lai để kể về thế giới mà bạn hy vọng họ được kế thừa” - UPU lần thứ 53 (2024)
- "Tưởng tượng bạn là đại dương. Hãy viết một bức thư cho ai đó, giải thích lý do và cách họ nên làm để chăm sóc, bảo vệ bạn thật tốt" - UPU lần thứ 54 (2025)

## Ý kiến nhận định
Ngày 09 tháng 10 năm 2009, Chủ tịch nước Cộng hòa Xã hội Chủ nghĩa Việt Nam Nguyễn Minh Triết đã đến dự Lễ trao giải Nhì Quốc tế - Huy chương Bạc cuộc thi Viết thư Quốc tế UPU lần thứ 38 cho học sinh Việt Nam đoạt giải và hoan nghênh Bộ Thông tin và Truyền thông, Bộ Giáo dục và Đào tạo cùng các cơ quan khác đã phối hợp tổ chức tốt cuộc thi viết thư UPU tại Việt Nam. Ông phát biểu:
"Chúng ta không chỉ chúc mừng cho tác giả Việt Nam đầu tiên đoạt giải Nhì UPU quốc tế lần thứ 38 - cháu Nguyễn Đắc Xuân Thảo mà còn chúc mừng cho thiếu nhi Việt Nam. Những lớp thiếu nhi Việt Nam luôn là những cháu ngoan của Bác Hồ, con ngoan của cha mẹ, trò ngoan của thầy cô giáo, là lớp người sẽ kế tục xuất sắc sự nghiệp cách mạng của cha ông. Tôi tin rằng bản lĩnh trí tuệ của Việt Nam đã hun đúc cho các cháu những tiềm năng, sức mạnh to lớn để có thể tự hào sánh vai với bạn bè thế giới, thi đua học tập tốt, đoạt nhiều giải cao hơn nữa tại cuộc thi tầm cỡ Quốc tế này, mang vinh quang về cho Tổ quốc...”

## Thông tin thú vị về cuộc thi
- Trung Quốc là Quốc gia đoạt Huy chương Vàng nhiều nhất, với 5 Huy Chương Vàng các năm 1981, 1983, 1994, 1999 và 2011. Đây cũng là một trong số các Quốc gia chỉ tổ chức cuộc thi ở các trường trọng điểm, chất lượng cao với mục đích tìm ra tác phẩm dự thi hoàn hảo nhất, không triển khai trên toàn quốc như đa số các Quốc gia khác.
- Việt Nam là quốc gia có số lượng bài dự thi nhiều nhất. Có năm lên tới 3,2 triệu bài. Năm 2021 và 2022, số lượng thí sinh Việt Nam tham dự cuộc thi là khoảng 1 triệu.
- Cathrine Dufour - một trong những vận động viên đua ngựa xuất sắc nhất của Đan Mạch, người nhiều lần tham gia các Thế vận hội Olympic, đã từng đoạt Huy chương Bạc của cuộc thi Viết thư Quốc tế UPU năm 2005.
- Ireland và Tây Ban Nha là 2 Quốc gia trong lịch sử, đoạt Huy chương Vàng liên tiếp trong 2 năm. (Ireland 1986, 1987; Tây Ban Nha 2000, 2001)
- Trong lịch sử, có 3 năm mà Giám khảo Quốc tế không thể phân định được Quốc gia nào xứng đáng đoạt Huy chương Vàng hơn, và trao Huy chương Vàng cho cả hai đại diện: 2011 (Trung Quốc và Barbados); 2002 (Cộng hòa Nam Phi và Venezuela); 2000 (Đức và Tây Ban Nha).